# Dirck Tulp
Dirck Tulp (Amsterdam?, 9 juni 1624 - aldaar, 6 maart 1682) was de zoon van prof. Nicolaes Tulp, de bekende chirurgijn, in 1632 vereeuwigd door Rembrandt van Rijn. 

## Biografie
Dirck Tulp trouwde in 1650 met Anna Burgh, de dochter van burgemeester Albert Burgh. In 1647 had Dirck of Diederik Tulp haar vader vergezeld op zijn missie naar Rusland. Vondel maakte een gedicht op hem en zijn reis naar Moskou. 
Het echtpaar woonde aanvankelijk op Kloveniersburgwal 65, een pand dat uit haar familie kwam. In het pand, vlak bij de hoek met de Raamgracht, was sinds 1603 een zijdeververij `t Gulden Heck gevestigd. Een tweetal chique Vlaamse dames stonden aan het hoofd van deze ververij. De werkzaamheden vonden op de zolders plaats vanwege het licht en de lucht. In de loop der jaren zijn de meeste ververijen verplaatst naar de Jordaan want de Kloveniersburgwal was een aantrekkelijke vestigingsplaats voor kooplieden, niet ver van het zenuwcentrum van de VOC in de Oude Hoogstraat. Toen het pand in 1652 door Tulp en zijn vrouw werd betrokken, werd de gang met stucwerk verfraaid en de vloer met marmer belegd. 
Dirck Tulp liet zich 1653 portretteren door Paulus Potter, die in het voorafgaande jaar door zijn vader Nicolaes Tulp naar Amsterdam was gehaald. (Het schilderij was aanvankelijk voor iemand anders bestemd. Potter heeft alleen het hoofd overgeschilderd!) Tulp werd benoemd in de VOC als bewindhebber. Hij klom op van luitenant tot kolonel bij de schutterij. Zijn halfzuster Margaretha Tulp liet Johan de Witt een blauwtje lopen en trouwde met Jan Six. 
Anna Burgh erfde in 1650 een hofstede aan de Amstel, genaamd Klein Kostverloren. Tulp liet in 1663 klei naar het buiten vervoeren om de tuin op te hogen. Mogelijk vond er een uitbreiding plaats. Het buiten is vervolgens Tulpenburgh genoemd (een samentrekking van de beide familienamen). Steeds meer families trokken zomers naar hun buiten, vanwege de stank, het lawaai en de pest. Soms wordt beweerd dat Dirck Tulp in 1656 Baruch Spinoza verborg, toen deze moest onderduiken, vanwege bedreigingen uit de joodse gemeenschap. (Of vluchtte Spinoza omdat hij weigerde de familieverplichtingen na te komen, nadat zijn vader failliet ging?) Het lijkt een hardnekkige mythe, die mogelijk meer te maken heeft met de neef van Anna Burgh, genaamd Albert Burgh, die zich tot het katholicisme bekeerde en een tegenstander van de filosoof werd. Meer in overeenstemming met de feiten is dat Tulp clandestien een os slachtte op zijn hofstede, en daarvoor is beboet.

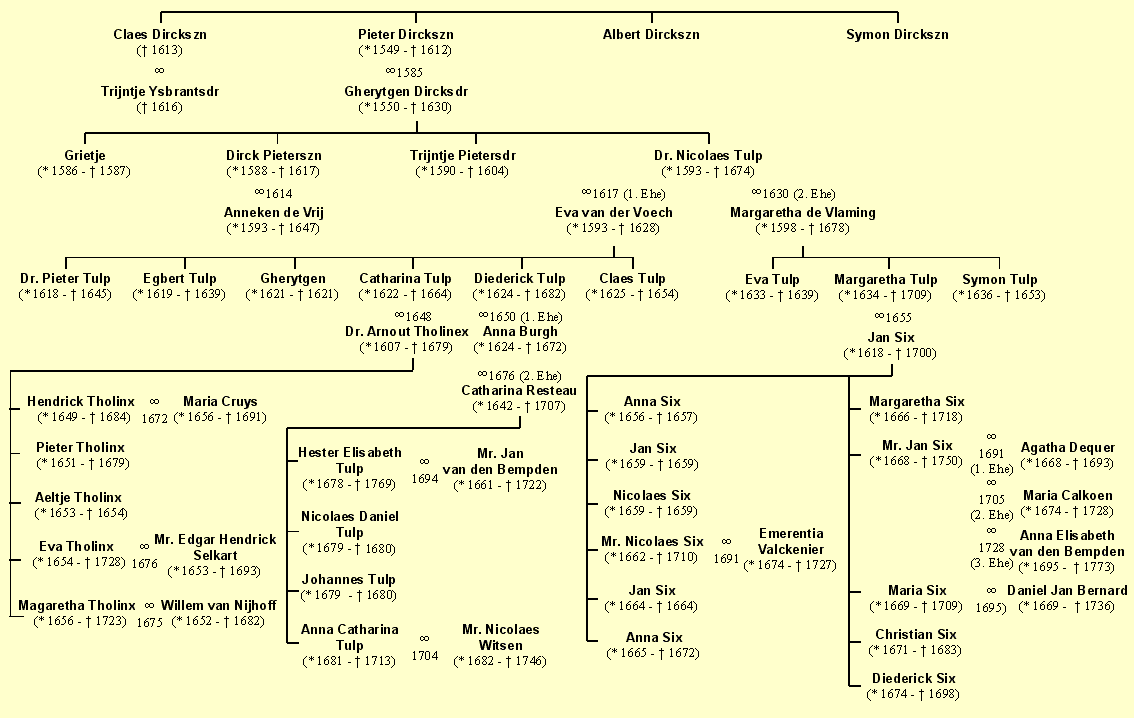

Het echtpaar, ook geschilderd door de Duitser Jurriaen Ovens, verhuisde in 1669 naar Kloveniersburgwal 47. Zijn vrouw, in 1672 overleden, was een nicht van Coenraad van Beuningen. Tulp vertrok naar Engeland. Ondanks zijn goede contacten werd Dirk of Diederik Tulp nooit burgemeester. Tulp werd door burgemeester Gillis Valckenier een onwetende pluimstrijker genoemd, na zijn tweejarig verblijf buiten 's lands, zonder enige kennisgeving. Tulp zou in 1675 worden afgezet, maar verbeterde zijn leven. In 1676 is hij in de adelstand verheven door koning Karel II. 
Ridder-baronet Tulp werd officier in het Staatse leger. Als weduwnaar hertrouwde hij Katharina Resteau. Uit dat huwelijk ontsproten vier kinderen, maar de beide zonen, een tweeling, werd niet heel erg oud. Zijn dochter zou later trouwen met Nicolaes Witsen. Met het overlijden van Dirk Tulp stierf het geslacht in mannelijke lijn uit.